# Dolly (Kamerawagen)

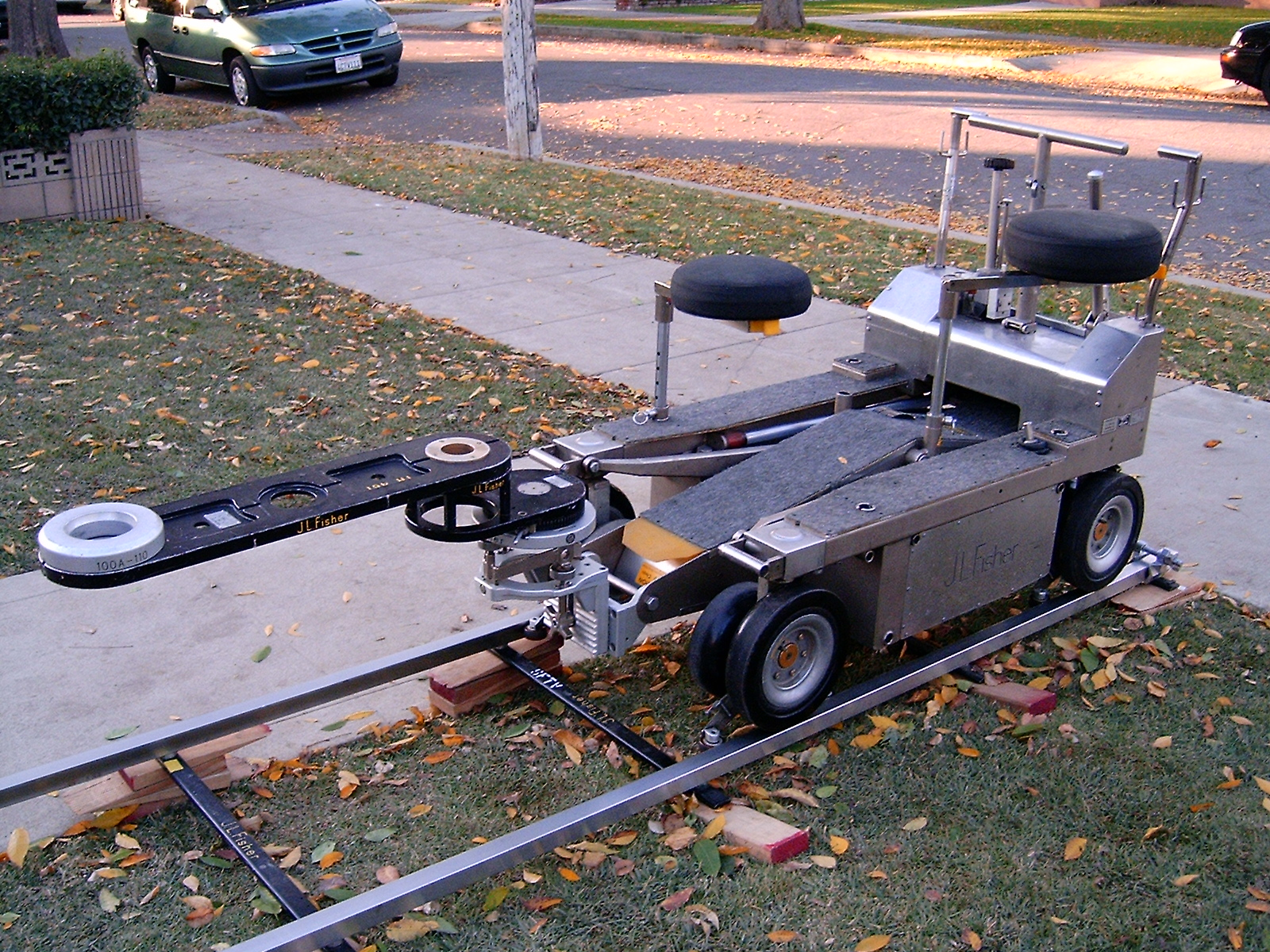
Dolly auf Schienen

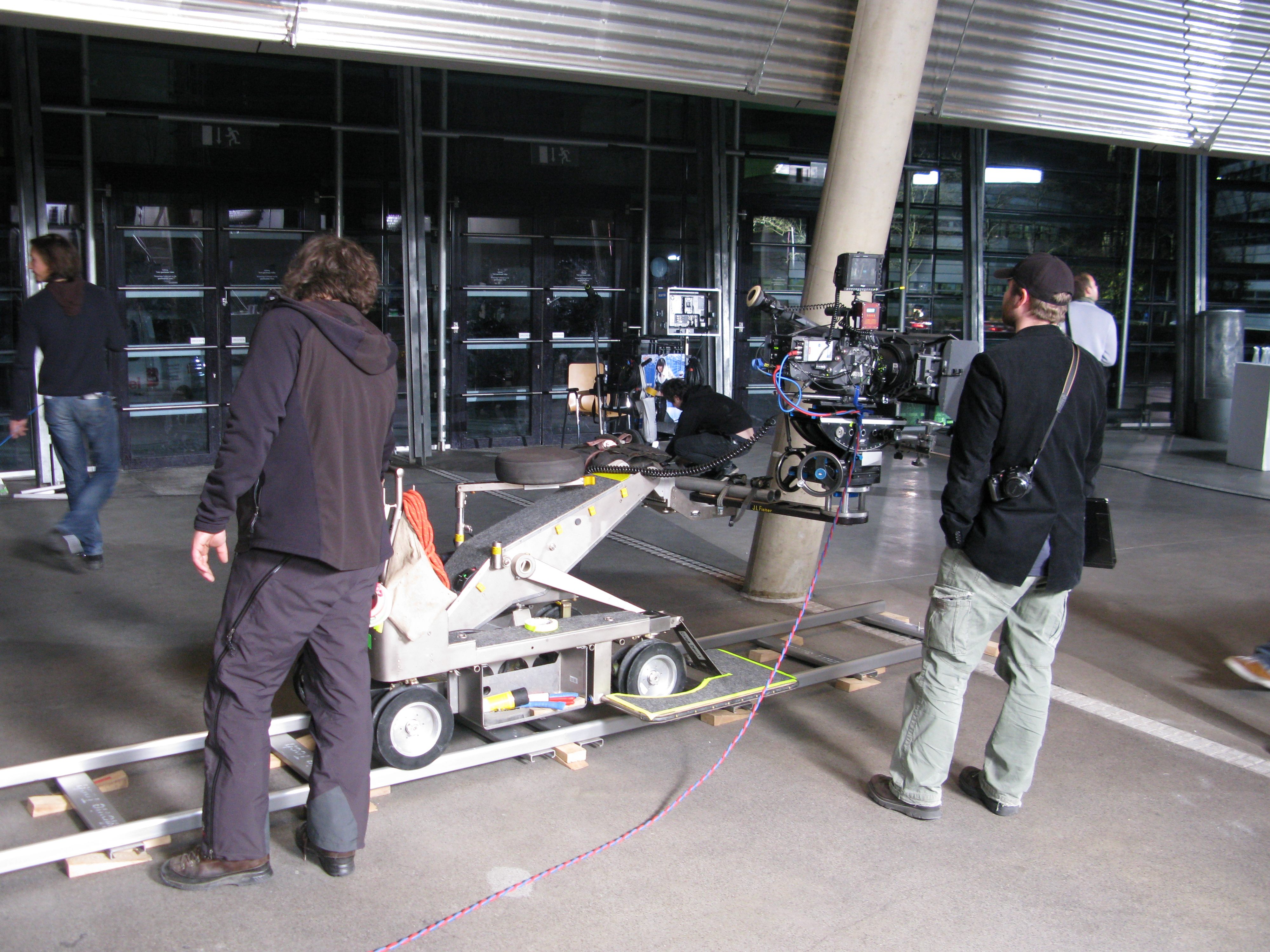
Dolly auf Schienen mit einer Arriflex D-21 Kamera auf einem Filmset an der Technischen Universität München

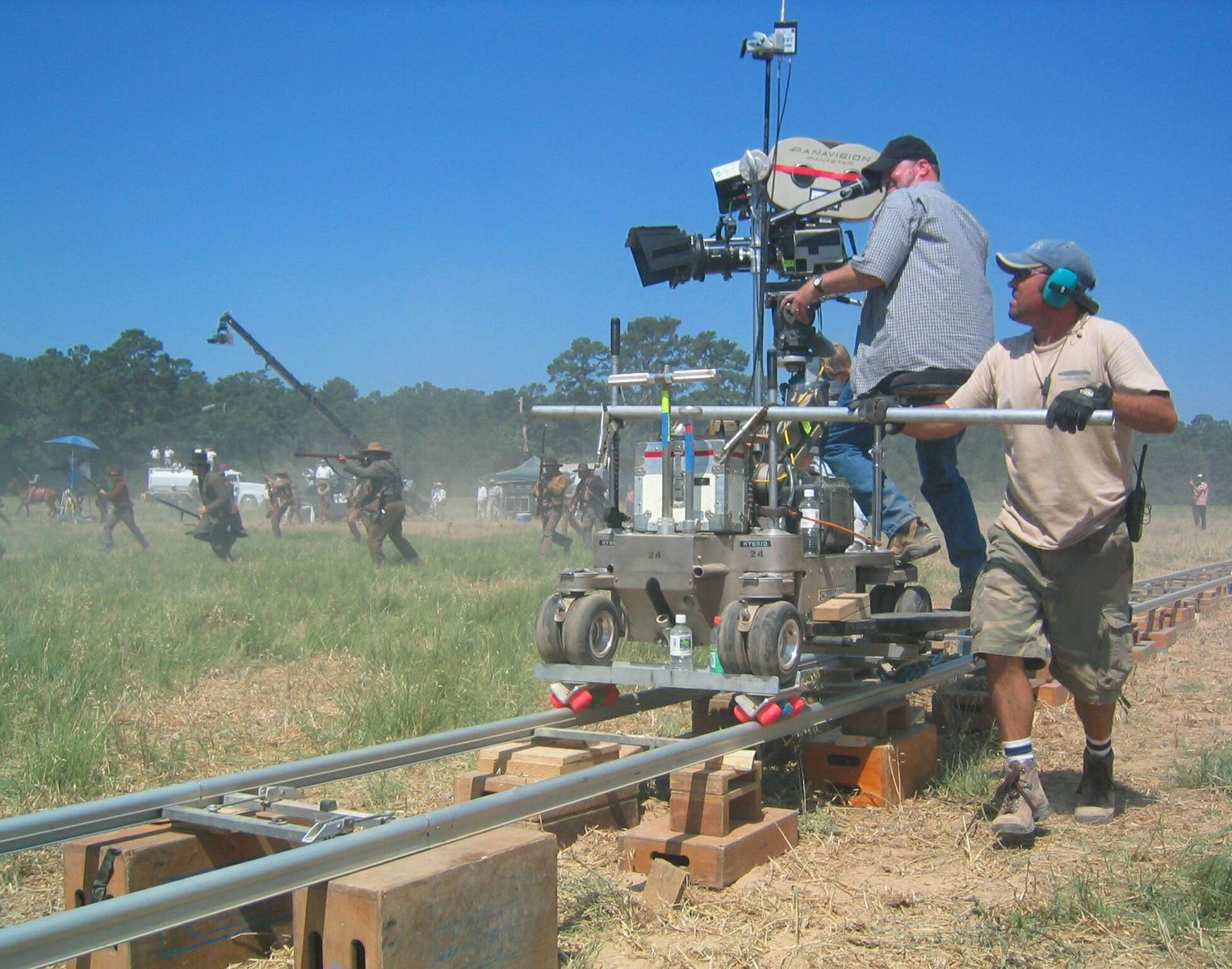
Dollyschienen erhöht und begradigt durch Bühnenkisten.

Ein Dolly (engl. für Transportwagen) ist ein Wagen, mit dem sich ruckfreie weiche Kamerafahrten selbst auf unebenen Untergrund realisieren lassen. Allen Dollys gemein sind drei oder vier Räder und die Möglichkeit, eine Kamera zu befestigen. Ansonsten gibt es unterschiedliche technische Ansätze wie den Kamera-Slider.

## Der Western Dolly
Dies ist die einfachste Variante, sie besteht aus einer Plattform mit vier gummibereiften Rädern, auf der ein Euromount montiert ist. Der Lenkmodus kann je nach Modell verstellt werden, sodass man zwei oder vier Räder lenken kann. So kann der Dolly gezogen bzw. geschoben und wie ein Auto bewegt werden.
Die Kamera wird mit Hilfe sogenannter Bazookas (engl. Riser) in der gewünschten Höhe auf dem Euromount befestigt.
Der Kameramann und sein Assistent stehen in der Regel mit auf der Plattform.

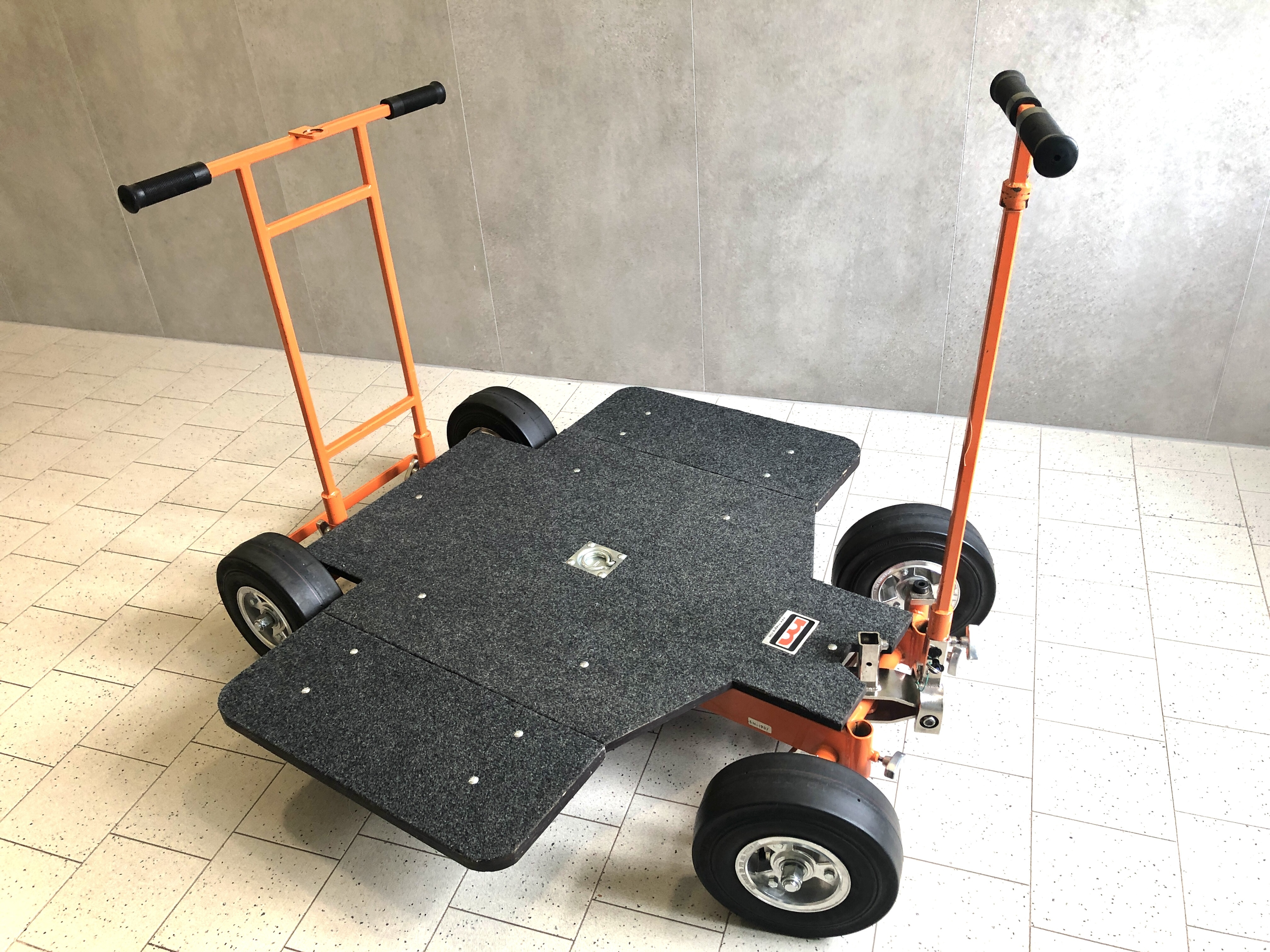
Ein einfacher Dolly auf dem Stative festgezurrt und dann gefahren werden können.

Dieser Dolly eignet sich vor allem für Fahrten auf ebenem Untergrund mit nur leichten Unebenheiten und wird wegen seiner Unkompliziertheit geschätzt. Allerdings werden Westerndollies nur noch selten verwendet.

## Der Hydraulikdolly
Diese Variante wird vor allem in nordamerikanischen Produktionen eingesetzt. Er ist mit verschiedener Bereifung sowohl auf Schienen als auch ohne einsetzbar und zeichnet sich durch ein scherenartiges hydraulisches Hubsystem aus. Der Dolly Grip (deutsch: Kamerabühnenmann) bedient dieses mittels eines Ventils. Die Räder sind in verschiedenen Kombinationen lenkbar: Zweiradlenkung, Vierradlenkung – alle Räder zeigen in die gleiche Richtung – und Vierradlenkung – vordere und hintere Räder lenken entgegengesetzt.
Die Vorteile (gegenüber dem Hubsäulendolly) sind die enorme Geschwindigkeit der Hubvorrichtung, die Unabhängigkeit vom Stromnetz und der maximale Höhenunterschied. Scherendollys stammen in der Regel von den Firmen Chapman-Leonard Studio Equipment oder J. L. Fisher. Nachteilig sind deren Sperrigkeit und Gewicht.

## Der Hubsäulendolly

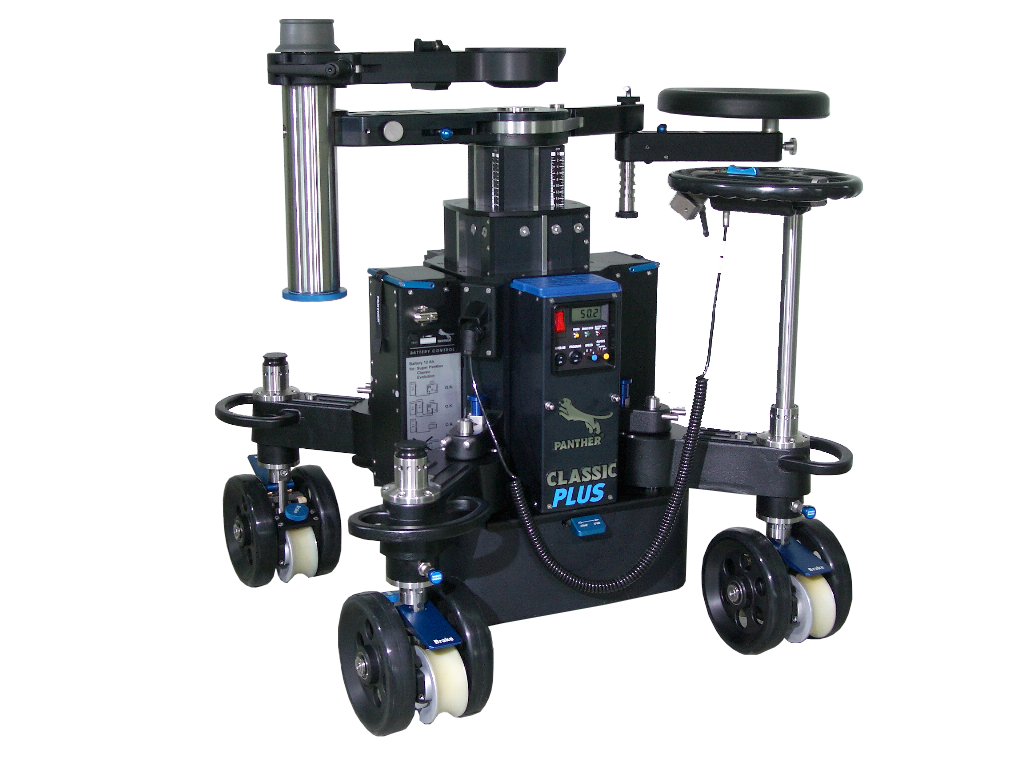
Hubsäulendolly der Firma Panther GmbH

Dies ist die meistverbreitete Variante in Europa. Er hat eine quadratische Grundfläche und eine elektrische Teleskop-Hubsäule in der Mitte. Die Räder sind einzeln zwischen fixiert, lenkbar und frei umschaltbar. Er kann ebenfalls auf Schienen oder auf ebenem Untergrund eingesetzt werden. Im Unterschied zum Scherendolly kann für den Kameramann ein Sitz an der Säule befestigt werden, so dass dieser bei Höhenänderungen mitfährt. Die elektrische Steuerung ermöglicht punktgenaue Programmierung von vertikalen Fahrten.
Der geringere maximale Hub gegenüber dem Scherendolly kann durch einen sog. Jib-Arm ausgeglichen werden, eine Art Mini-Kamerakran, der auf den Dolly aufgebaut wird.

## Der Mini-Dolly
Diese auch Skaterdolly genannte Variante basiert auf drei Skater-Rollen, ist extrem flach und kommt ohne aufwändiges Schienensystem aus. Als kleiner, transportabler und universell einsetzbarer Dolly ermöglicht er Kamerafahrten auch in extrem eingeschränktem Raum. Da man mit diesem Dolly nicht nur sehr niedrige, sondern auch präzise kreisförmige Kamerafahrten machen kann, z. B. um ein Objekt herum, wird er häufig im Werbefilmbereich für Produktaufnahmen verwendet.
Erfunden hat den Mini-Dolly der Regisseur und Kameramann Sebastian Kramer, in Kooperation mit dem Film-Equipment-Hersteller P+S Technik wurde er dann bis zur Serienreife entwickelt und patentiert. Der Mini-Dolly wird in zwei unterschiedlich aufwändigen Varianten hergestellt und vertrieben: als Skater Mini und als wesentlich kostengünstigerer Skater Junior. Erfinder und Hersteller wurden für die Skater-Produktfamilie, die u. a. verschiedene Aufbauten und eine Motorisierung mit einschließt, mit dem sog. Technik-Oscar der Academy of Motion Picture Arts and Sciences und mit der Emmy Engineering Plaque ausgezeichnet.
Eine andere Form des Mini-Dollys ist das 2011 entwickelte, ferngesteuerte Robotik-Kamerasystem der Berliner Firma Blackcam, das sowohl frei fahrend als auch auf Schienen eingesetzt werden kann und dabei beinahe lautlos ist. Das Blackcam-System kommt zum Einsatz, wenn Kameratechnik und Kameraleute diskret außerhalb der Wahrnehmung von Zuschauern, Künstlern oder Sportlern bleiben sollen oder der Platz für ein übliches Set-up nicht ausreicht. Dies gilt für fast alle Arten von Live-Übertragungen. Die Dollys bewegen sich vor und um die Bühne herum, um einzelne Akteure – etwa dem Schlagzeuger – oder neben der Wettkampfbahn auf Schienen. Sie sind per Funk steuerbar und können Kameras unterschiedlichen Gewichts tragen. Die Schienen können auf dem Boden wie auch an der Decke angebracht werden.

## Geschichte der Dollys
Zu Beginn der Filmgeschichte wurden fast ausschließlich „theaterartige“ Aufnahmen gemacht. Totale oder Halbtotale wechselten sich ab, Schnitte waren selten, alle Kameraeinstellungen waren statisch. Die erste Kamerafahrt wurde von den Brüdern Lumière eingesetzt, wobei sie Kameramann samt Kamera einfach auf einem Eisenbahnwaggon platzierten. 1896 stellte Alexandre Promio für den Dokumentarfilm Panorama du Grand Canal vu d'un bateau die Kamera auf ein Vaporetto.
Der erste Dolly, der vertikale Kamerafahrten erlaubte, war der Chapman, der bekannteste Scherendolly. Ursprünglich war es eine Entwicklung der US-Luftwaffe, die im Zweiten Weltkrieg einen Wagen mit Hubvorrichtung benutzte, um die Bomben unten an den Tragflächen von Kampfflugzeugen zu befestigen. Zunächst wurden diese Dollys eins zu eins übernommen, erst später wurden sie speziell für Filmarbeiten weiterentwickelt. Der erste elektro-mechanische Dolly war der Super Panther, ein Hubsäulendolly, der 1990 mit dem technischen Oscar Scientific and Engineering Award ausgezeichnet wurde.
Die europäischen Dollys gingen von Anfang an eigene Wege, indem sie auf die Hubsäule setzten, zunächst noch – ebenfalls hydraulisch – mit einer Fußpumpe. Durch ihre leichtere und kompaktere Bauweise eigneten sie sich für die meist an Originalschauplätzen gedrehten Filme besser als die großen und schweren amerikanischen.
Heute ist die Kamerafahrt ein zentraler Bestandteil fast jeder Film- oder Fernsehproduktion, oft auch vom Publikum nicht bewusst wahrgenommen, da sie Einstellungen nur „natürlicher“ erscheinen lässt. Eine aktuelle Entwicklung ist die Motion Control, das heißt, Kamera- und Dollybewegungen werden komplett programmiert und sind exakt gleich wiederholbar, was Effekte wie Morphing in der Kamerabewegung möglich macht.